# 曼島消防和救援服務
曼島消防和救援服務是曼島政府的消防隊，在整個曼島提供消防和救援服務，曼島消防和救援服務由曼島內政部負責。

## 概述
曼島消防和救援服務共有110名兼職消防員駐紮在曼島上的七個消防站。道格拉斯消防局有專職消防員常駐值守，共有32名消防員輪班。該服務由首席消防官領導。

最大的消防站位於道格拉斯，由全職消防員和兼職消防員組成，而位於拉克西、拉姆齊、柯克邁克爾、皮爾、艾琳港和卡斯爾敦的其他六個消防站僅由兼職消防員負責。兼職消防員約佔曼島上150多名消防員的三分之二。